# 豐田站 (東京都)
豐田站（日语：／ Toyoda eki */?）是一個位於東京都日野市豐田四丁目，屬於東日本旅客鐵道（JR東日本）中央本線的鐵路車站。
包括此站的路段在運行系統上顯示為「中央線」。運行形態的詳細資料參見該條目。

## 車站構造
本站是一地面車站，站房為跨站式站房設計，內部設有一個剪票口、綠色窗口、連接南口和北口的非付費區通道及KIOSK便利商店（位於剪票口的左側）。

### 月台配置
月台採島式月台2面4線設計。2008年，本站的兩座月台增設候車室，是繼八王子站及高尾站後，中央線第三個設有候車室的車站。
| 月台 | 路線   | 方向 | 目的地               |
| ---- | ------ | ---- | -------------------- |
| 1、2 | 中央線 | 下行 | 八王子、高尾方向     |
| 3、4 | 中央線 | 上行 | 立川、新宿、東京方向 |

（來源：JR東日本:車站構內圖（页面存档备份，存于））
下行（高尾方向）本線位於2號月台，上行（東京方向）本線位於4號月台。

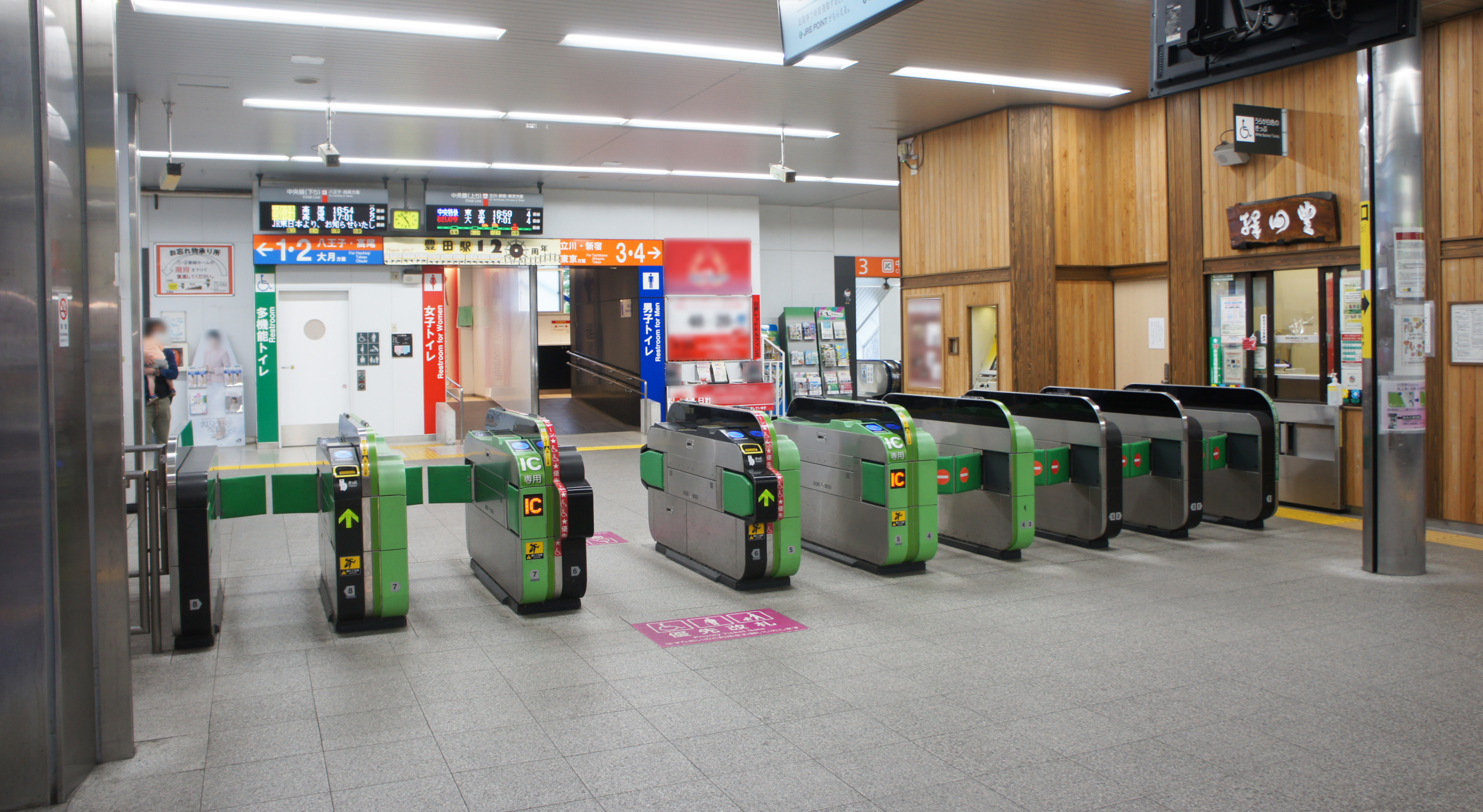
閘口 (2021年4月25日)
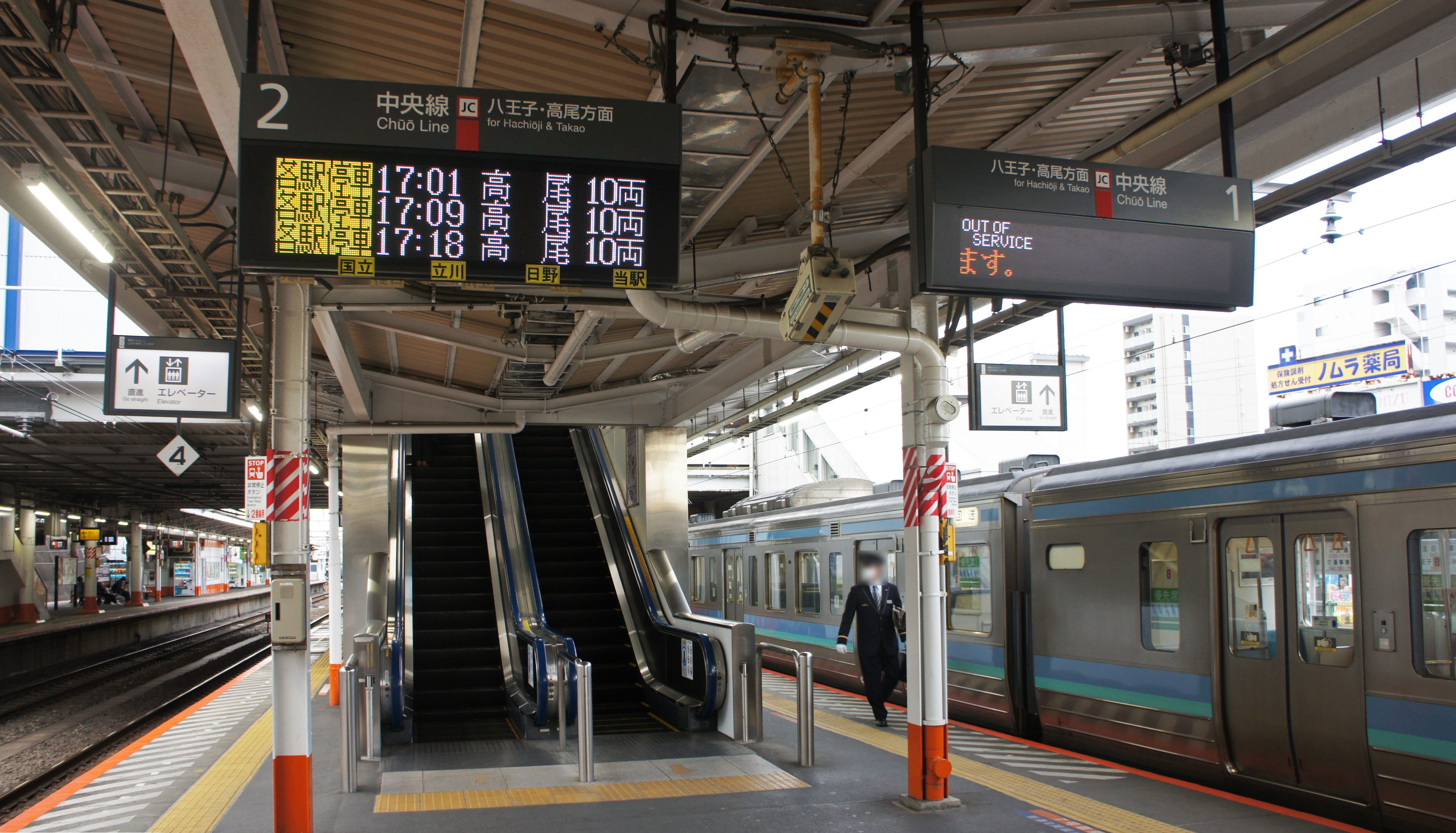
1、2號月台 (2021年4月25日)
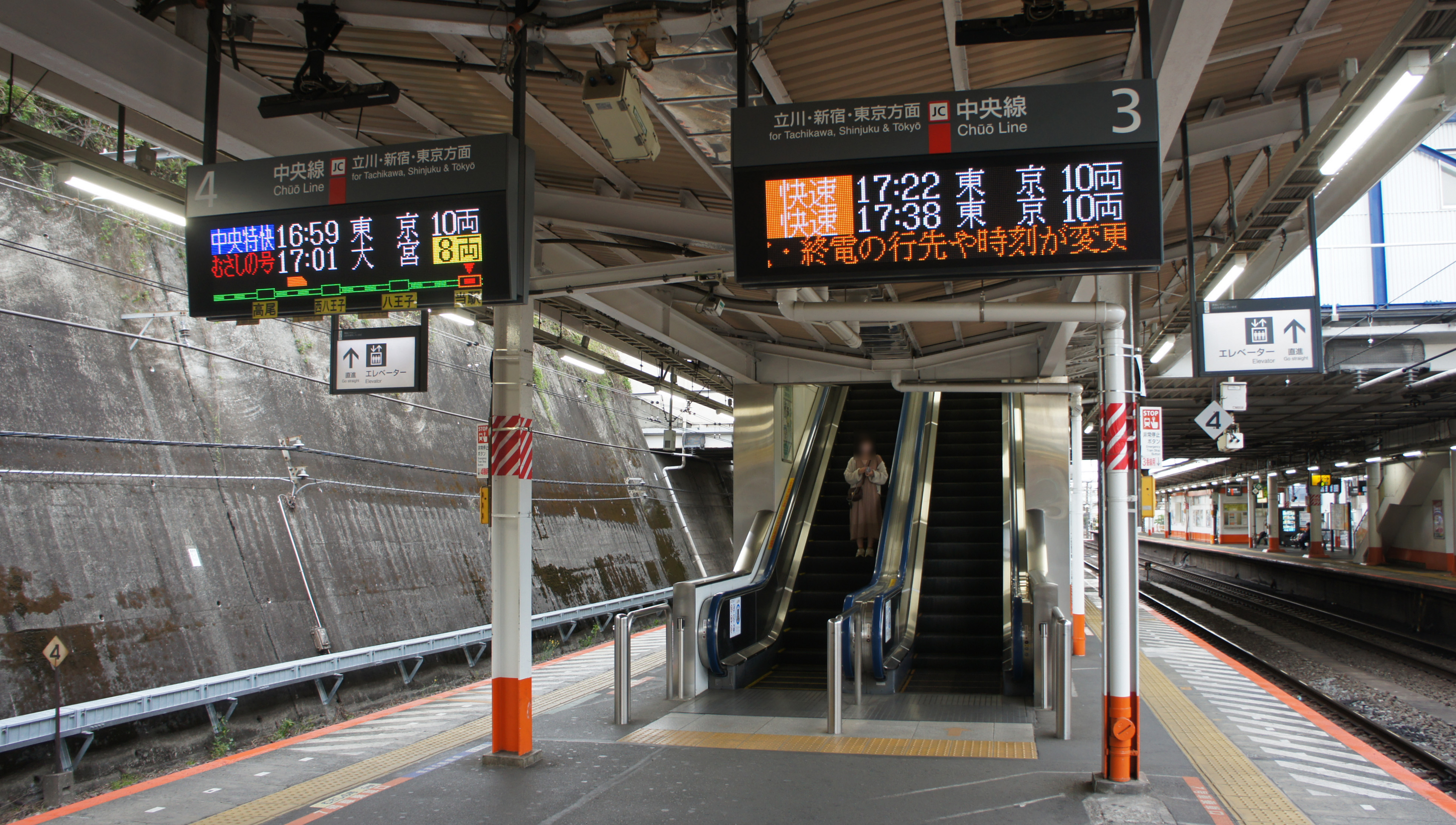
3、4號月台 (2021年4月25日)

## 使用情況
2019年（令和元年）度1日平均上車人次為35,718人。
近年的推移如下表。
| 年度               | 1日平均 上車人次 | 來源     |
| ------------------ | ---------------- | -------- |
| 1990年（平成02年） | 35,501           | [ * 1 ]  |
| 1991年（平成03年） | 36,459           | [ * 2 ]  |
| 1992年（平成04年） | 37,490           | [ * 3 ]  |
| 1993年（平成05年） | 38,110           | [ * 4 ]  |
| 1994年（平成06年） | 37,778           | [ * 5 ]  |
| 1995年（平成07年） | 37,205           | [ * 6 ]  |
| 1996年（平成08年） | 36,825           | [ * 7 ]  |
| 1997年（平成09年） | 35,888           | [ * 8 ]  |
| 1998年（平成10年） | 34,890           | [ * 9 ]  |
| 1999年（平成11年） | 34,290           | [ * 10 ] |
| 2000年（平成12年） | 32,572           | [ * 11 ] |
| 2001年（平成13年） | 32,866           | [ * 12 ] |
| 2002年（平成14年） | 31,750           | [ * 13 ] |
| 2003年（平成15年） | 31,427           | [ * 14 ] |
| 2004年（平成16年） | 31,827           | [ * 15 ] |
| 2005年（平成17年） | 32,747           | [ * 16 ] |
| 2006年（平成18年） | 32,828           | [ * 17 ] |
| 2007年（平成19年） | 33,108           | [ * 18 ] |
| 2008年（平成20年） | 32,572           | [ * 19 ] |
| 2009年（平成21年） | 31,320           | [ * 20 ] |
| 2010年（平成22年） | 30,580           | [ * 21 ] |
| 2011年（平成23年） | 29,772           | [ * 22 ] |
| 2012年（平成24年） | 30,222           | [ * 23 ] |
| 2013年（平成25年） | 30,910           | [ * 24 ] |
| 2014年（平成26年） | 31,771           | [ * 25 ] |
| 2015年（平成27年） | 33,254           | [ * 26 ] |
| 2016年（平成28年） | 34,001           | [ * 27 ] |
| 2017年（平成29年） | 34,844           | [ * 28 ] |
| 2018年（平成30年） | 35,332           | [ * 29 ] |
| 2019年（令和元年） | 35,718           |          |

## 車站周邊

### 巴士路線
以下路線均由京王巴士營運。除以下路線外，部分周邊企業及學校也會以本站作為其接送僱員／學生巴士路線的起、終點站。
豐田站北口
- 1號站台
  - 日11系統：往日野站（經日野自動車前）
  - 豐56系統：往八王子站北口
- 3號站台
  - 豐41系統：平山工業區循環線
- 4號站台
  - 豐32系統：往多摩中心站
- 5號站台
  - 日04（原日野市迷你巴士日野台線）：往日野站（經日野台五丁目）
  - 高51（日野市迷你巴士市內線）：往高幡不動站（經日野站）
  - 日05（日野市迷你巴士旭丘循環線）：旭丘循環線
  - 高06（日野市迷你巴士南平線）：往高幡不動站（經北野街道口）
  - 平05（日野市迷你巴士平山循環線）：平山循環線

豐田站南口
- 高30（日野市迷你巴士川邊堀之內線）：往高幡不動站（經一番橋西）

## 歷史
- 1901年（明治32年）2月22日－甲武鐵道豐田站開業，兼營客貨運業務。當時本站的剪票口位於現在南口的位置，是沿線一個小車站。
- 1906年（明治39年）10月1日－甲武鐵道被國有化，本站由日本國有鐵道（日本國鐵）接手經營。
- 1958年（昭和33年）12月10日－停辦貨運服務。
- 1966年（昭和41年）11月10日－設立豐田電車區。
- 1987年（昭和62年）4月1日－國鐵分割民營化，本站由JR東日本接手經營。
- 2001年（平成13年）11月18日－智能卡系統Suica正式投入服務。
- 2007年（平成19年）11月25日－豐田電車區更名為豐田車輛中心。

## 相鄰車站
東日本旅客鐵道
 中央線
■通勤特快
通過
■中央特快、■通勤快速（只限下行）、■快速、■普通（直通大月站以西）、■武藏野號
日野（JC 20）－豐田（JC 21）－八王子（JC 22）

### 使用情況
1. ↑  東京都統計年鑑 （页面存档备份，存于） - 東京都
2. ↑  とうけい日野 （页面存档备份，存于） - 日野市

JR東日本2000年度以後的上車人次
1. ↑  各駅の乗車人数（2000年度） （页面存档备份，存于） - JR東日本
2. ↑  各駅の乗車人数（2001年度） （页面存档备份，存于） - JR東日本
3. ↑  各駅の乗車人数（2002年度） （页面存档备份，存于） - JR東日本
4. ↑  各駅の乗車人数（2003年度） （页面存档备份，存于） - JR東日本
5. ↑  各駅の乗車人数（2004年度） （页面存档备份，存于） - JR東日本
6. ↑  各駅の乗車人数（2005年度） （页面存档备份，存于） - JR東日本
7. ↑  各駅の乗車人数（2006年度） （页面存档备份，存于） - JR東日本
8. ↑  各駅の乗車人数（2007年度） （页面存档备份，存于） - JR東日本
9. ↑  各駅の乗車人数（2008年度） （页面存档备份，存于） - JR東日本
10. ↑  各駅の乗車人数（2009年度） （页面存档备份，存于） - JR東日本
11. ↑  各駅の乗車人数（2010年度） （页面存档备份，存于） - JR東日本
12. ↑  各駅の乗車人数（2011年度） （页面存档备份，存于） - JR東日本
13. ↑  各駅の乗車人数（2012年度） （页面存档备份，存于） - JR東日本
14. ↑  各駅の乗車人数（2013年度） （页面存档备份，存于） - JR東日本
15. ↑  各駅の乗車人数（2014年度） （页面存档备份，存于） - JR東日本
16. ↑  各駅の乗車人員（2015年度） （页面存档备份，存于） - JR東日本
17. ↑  各駅の乗車人員（2016年度） （页面存档备份，存于） - JR東日本
18. ↑  各駅の乗車人員（2017年度） （页面存档备份，存于） - JR東日本
19. ↑  各駅の乗車人員（2018年度） （页面存档备份，存于） - JR東日本
20. ↑  各駅の乗車人員（2019年度） （页面存档备份，存于） - JR東日本

東京都統計年鑑
1. ↑  .   [2020-07-29]. （原始内容存档于2016-03-05）.
2. ↑  .   [2020-07-29]. （原始内容存档于2016-03-05）.
3. ↑  .   [2011-07-09]. （原始内容存档于2013-08-15）.
4. ↑  .   [2011-07-09]. （原始内容存档于2013-02-03）.
5. ↑  .   [2011-07-09]. （原始内容存档于2013-02-03）.
6. ↑  .   [2011-07-09]. （原始内容存档于2013-02-03）.
7. ↑  .   [2011-07-09]. （原始内容存档于2013-02-03）.
8. ↑  .   [2011-07-09]. （原始内容存档于2016-03-04）.
9. ↑  東京都統計年鑑（平成10年）PDF
10. ↑  東京都統計年鑑（平成11年）PDF
11. ↑  .   [2017-12-08]. （原始内容存档于2016-03-04）.
12. ↑  .   [2017-12-08]. （原始内容存档于2016-03-04）.
13. ↑  .   [2017-12-08]. （原始内容存档于2017-07-29）.
14. ↑  .   [2017-12-08]. （原始内容存档于2017-07-29）.
15. ↑  .   [2017-12-08]. （原始内容存档于2017-07-29）.
16. ↑  .   [2017-12-08]. （原始内容存档于2017-07-29）.
17. ↑  .   [2017-12-08]. （原始内容存档于2017-07-29）.
18. ↑  .   [2017-12-08]. （原始内容存档于2017-07-29）.
19. ↑  .   [2017-12-08]. （原始内容存档于2017-07-29）.
20. ↑  .   [2017-12-08]. （原始内容存档于2016-03-26）.
21. ↑  .   [2017-12-08]. （原始内容存档于2016-03-27）.
22. ↑  .   [2017-12-08]. （原始内容存档于2016-03-25）.
23. ↑  .   [2017-12-08]. （原始内容存档于2016-03-27）.
24. ↑  .   [2017-12-08]. （原始内容存档于2016-03-22）.
25. ↑  .   [2017-12-08]. （原始内容存档于2017-07-30）.
26. ↑  .   [2017-12-08]. （原始内容存档于2018-11-09）.
27. ↑  .   [2020-07-29]. （原始内容存档于2019-05-02）.
28. ↑  .   [2020-07-29]. （原始内容存档于2019-12-03）.
29. ↑  .   [2020-07-29]. （原始内容存档于2020-08-04）.

## 外部連結
- 車站資訊（豐田）：東日本旅客鐵道

35°39′34.21″N 139°22′53.39″E / 35.6595028°N 139.3814972°E